# 쩐 성종
쩐 성종(베트남어: Trần Thánh Tông / 陳聖宗, 1240년 10월 12일(음력 9월 25일) ~ 1290년 7월 3일(음력 5월 25일))은 베트남 쩐 왕조의 제2대 황제(재위: 1258년 ~ 1278년)이다. 휘은 쩐호앙(베트남어: Trần Hoảng / 陳晃 진황)이며, 중국 기록에서는 진일훤(陳日烜), 진위황(陳威晃), 진광병(陳光昺) 등으로 기록되어있다. 칭호는 인황(Nhân Hoàng/仁皇)이다. 쩐 왕조 초대 황제 태종의 아들이다. 절일은 흥천절(興天節)이다.

## 생애
1240년 9월 25일(10월 12일), 태종(太宗)과 현자황후(顯慈皇后)의 적장자로 태어나서 곧바로 태자로 책봉된다.
1258년 2월 24일(3월 30일), 아버지 태종이 양위를 하였고, 즉위하게 되었다. 그러나 실권은 태상황이 된 아버지가 장악하고 있었다.
재위 중에는 원나라의 쿠빌라이 칸으로부터 복속 요구를 받지만, 성종은 이것을 거절하고, 원나라에게 항전하는 자세를 보였다. 
1278년 10월 22일(11월 8일), 아들인 인종(仁宗)에게 양위 하여 태상황이 된다. 
1282년 10월, 원나라군이 베트남에 침공을 하자, 군대를 이끌고 전쟁을 지휘하였다.
1290년 5월 25일(7월 3일), 태상황이 인수궁(仁壽宮)에서 승하하니 향년 51세(만 49세)이다.

## 호칭
재위 시 존호는 헌천체도대명광효황제(Hiến Thiên Thể Đạo Đại Minh Quang Hiếu Hoàng Đế/憲天體道大明光孝皇帝)이며, 태상황 시절 존호는 광요자효태상황제(Quang Nghiêu Từ Hiếu Thái Thượng Hoàng Đế/光堯慈孝太上皇帝)이다.
시호는 현공성덕인명문무선효황제(Huyền Công Thịnh Đức Nhân Minh Văn Vũ Tuyên Hiếu Hoàng Đế/玄功盛德仁明文武宣孝皇帝)이다.
묘호는 성종(Thánh Tông/聖宗)이며, 능호는 유릉(Dụ Lăng/裕陵)이다.

## 가족 관계

### 조부모와 부모
- 조부 : 태조지효황제(Thái Tổ Chí Hiếu Hoàng Đế/太祖至孝皇帝) 쩐트어(Trần Thừa/陳承)
- 조모 : 순자황후(Thuận Từ Hoàng Hậu/順慈皇后) 레 티 지에우(Lê Thị Diệu/黎氏妙/여씨묘)
- 부친 : 태종원효황제(Thái Tông Nguyên Hiếu Hoàng Đế/太宗元孝皇帝) 쩐까인(Trần Cảnh/陳煚)
- 모친 : 현자황후(Hiển Từ Hoàng Hậu/顯慈皇后) 리 티 오아인(Lý Thị Oanh/李氏鶯)

### 후비
- 원성천감황후(Nguyên Thánh Thiên Cảm Hoàng Hậu/元聖天感皇后) 쩐 티 티에우(Trần Thị Thiều/陳氏韶)

### 황자
1. 황태자(皇太子) 쩐캄(Trần Khâm/陳昑) - 제3대 황제 인종예효황제(仁宗睿孝皇帝).
2. 좌천대왕(Tá Thiên Đại Vương/佐天大王) 쩐득비엡(Trần Đức Việp/陳德詰) (1265년 ~ 1306년)

### 황녀
1. 천서공주(Thiên Thuỵ Công Chúa/天瑞公主)
2. 보주공주(Bảo Châu Công Chúa/保州公主)

## 기년
| 성종        | 원년            | 2년        | 3년        | 4년        | 5년        | 6년             | 7년        | 8년        | 9년        | 10년       |
| ----------- | --------------- | ---------- | ---------- | ---------- | ---------- | --------------- | ---------- | ---------- | ---------- | ---------- |
| 서력 (西曆) | 1258년          | 1259년     | 1260년     | 1261년     | 1262년     | 1263년          | 1264년     | 1265년     | 1266년     | 1267년     |
| 간지 (干支) | 무오(戊午)      | 기미(己未) | 경신(庚申) | 신유(辛酉) | 임술(壬戌) | 계해(癸亥)      | 갑자(甲子) | 을축(乙丑) | 병인(丙寅) | 정묘(丁卯) |
| 연호 (年號) | 소륭(紹隆) 원년 | 2년        | 3년        | 4년        | 5년        | 6년             | 7년        | 8년        | 9년        | 10년       |
| 성종        | 11년            | 12년       | 13년       | 14년       | 15년       | 16년            | 17년       | 18년       | 19년       | 20년       |
| 서력 (西曆) | 1268년          | 1269년     | 1270년     | 1271년     | 1272년     | 1273년          | 1274년     | 1275년     | 1276년     | 1277년     |
| 간지 (干支) | 무진(戊辰)      | 기사(己巳) | 경오(庚午) | 신미(辛未) | 임신(壬申) | 계유(癸酉)      | 갑술(甲戌) | 을해(乙亥) | 병자(丙子) | 정축(丁丑) |
| 연호 (年號) | 11년            | 12년       | 13년       | 14년       | 15년       | 보부(寶符) 원년 | 2년        | 3년        | 4년        | 5년        |
| 성종        | 21년            |            |            |            |            |                 |            |            |            |            |
| 서력 (西曆) | 1278년          |            |            |            |            |                 |            |            |            |            |
| 간지 (干支) | 무인(戊寅)      |            |            |            |            |                 |            |            |            |            |
| 연호 (年號) | 6년             |            |            |            |            |                 |            |            |            |            |

| 전임 태종 | 제2대 베트남 쩐 왕조의 황제 1258년 ~ 1278년 | 후임 인종 |